# Oxynoemacheilus ercisianus
Oxynoemacheilus ercisianus és una espècie de peix pertanyent a la família dels balitòrids i a l'ordre dels cipriniformes.

## Etimologia
El seu epítet ercisianus fa referència a un dels seus 3 llocs d'origen: el rierol Ercis a la conca del llac Van.

## Hàbitat i distribució geogràfica
És un peix d'aigua dolça, demersal i de clima subtropical, el qual viu a Àsia: és un endemisme de Turquia. Es troba als rierols Ercis (25 km de longitud), Bendi Mahi Çayı (30 km) i Karasu Çayı (60 km), els quals formen part de la conca del llac Van, tot i que és possible que també sigui present en els altres rierols que desguassen al llac (n'hi ha 10 en total). Prefereix els corrents moderadament ràpids i amb substrat de grava o rocallós.

## Observacions
És inofensiu per als humans, el seu índex de vulnerabilitat és baix (18 de 100) i les seues principals amenaces són l'extracció de sorra i aigua (per a regar a l'estiu), i la construcció de preses.